# Monarca del paradís de Bedford

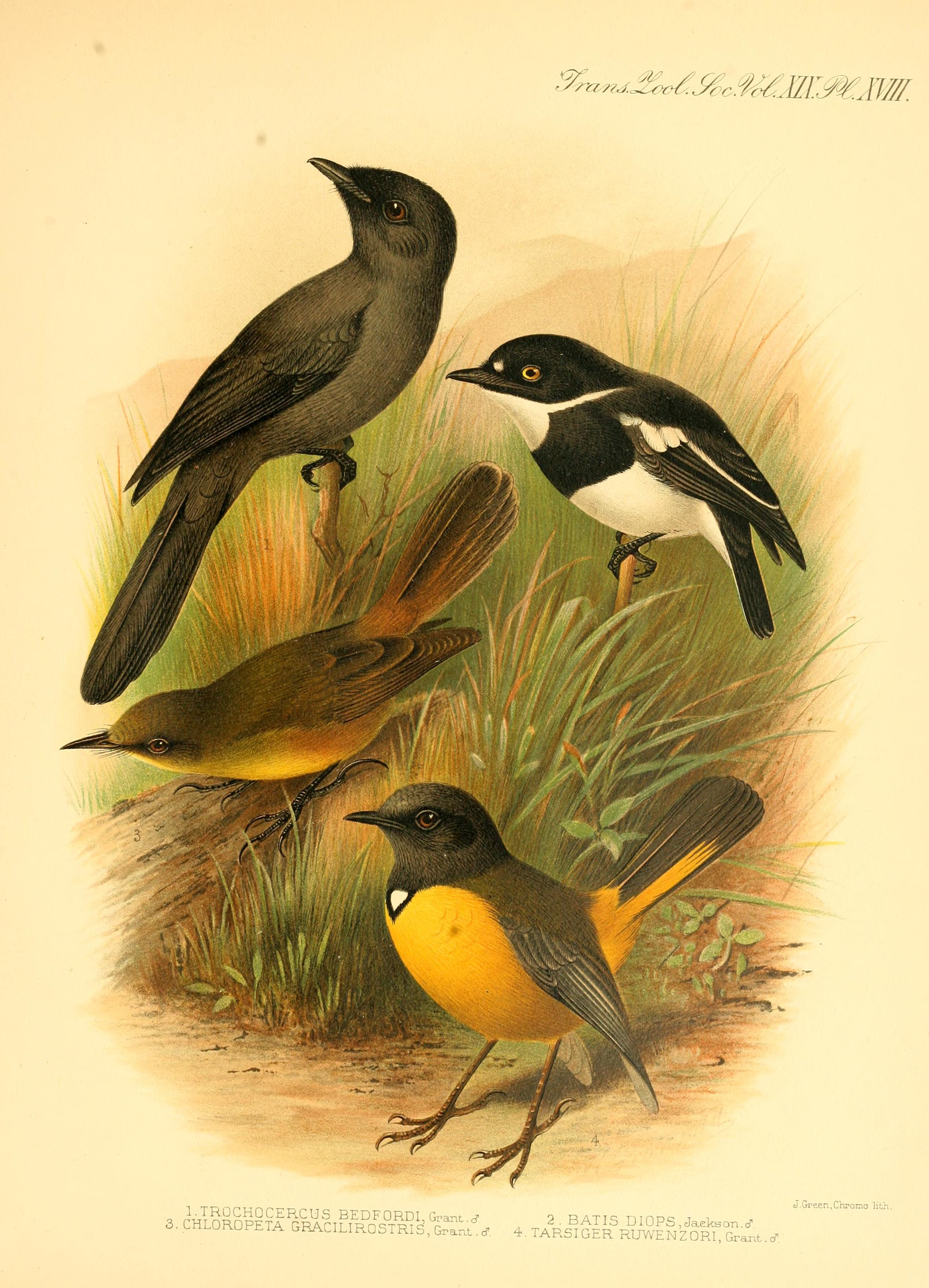
Il·lustració del Monarca del paradís de Bedford.

El monarca del paradís de Bedford (Terpsiphone bedfordi) és un ocell de la família dels monàrquids (Monarchidae).

## Hàbitat i distribució
Habita els boscos de les muntanyes del nord-est i est de la República Democràtica del Congo.